# 米哈伊利夫卡 (切爾沃諾赫拉德區)
50°19′44″N 23°43′35″E / 50.32889°N 23.72639°E
米哈伊利夫卡（烏克蘭語：Михайлівка）是烏克蘭西部利沃夫州舍普季茨基区貝爾茲市鎮的村莊，面積1.12平方公里，海拔高度219米，2001年人口117，人口密度每平方公里104.46人。